# Dolno Lakočerej
Dolno Lakočerej (makedonsky: Долно Лакочереј) je vesnice v opštině Ochrid v Severní Makedonii. 

## Demografie
Podle posledního sčítání lidu v roce 2002 žije ve vesnici 728 obyvatel, a to ve složení:
- Makedonci – 727
- Srbové – 1